# Lucilia chrysigastris
Lucilia chrysigastris är en tvåvingeart som beskrevs av Robineau-desvoidy 1863. Lucilia chrysigastris ingår i släktet Lucilia och familjen spyflugor.
Artens utbredningsområde är Frankrike. Inga underarter finns listade i Catalogue of Life.